# Cyclosa tropica
Cyclosa tropica är en spindelart som beskrevs av Biswas och Dinendra Raychaudhuri 1998. Cyclosa tropica ingår i släktet Cyclosa och familjen hjulspindlar.
Artens utbredningsområde är Bangladesh. Inga underarter finns listade i Catalogue of Life.